# Hugo Gevers (1765-1852)
Hugo Gevers (Rotterdam, 26 oktober 1765 - Den Haag, 9 januari 1852) was een Nederlandse politicus.

## Familie
Gevers, lid van de familie Gevers, was een zoon van Paulus Gevers (1741-1797), advocaat, Statenlid en schepen in Rotterdam, en Jacoba Maria Cornets de Groot (1741-1815), vrouwe van Noord-Nieuwland, lid van de familie De Groot. Hij was een broer van Abraham Gevers (1762-1818). Gevers trouwde met Françoise Anna Sophia Pit (1772-1837), uit welk huwelijk negen kinderen werden geboren.

## Loopbaan
Gevers studeerde Romeins en hedendaags recht aan de Leidse universiteit en promoveerde in 1786. Hij was schepen van de waterschappen om Rotterdam en schepen van Schieland. In 1787 vestigde hij zich als koopman in Dordrecht. Hij werd namens de stad Dordrecht lid van de Rotterdamse Kamer van de Directie van de Levantse handel en de Navigatie op de Middellandse Zee. Na de Bataafse Revolutie in 1795 werd hij lid van de municipaliteit van Dordrecht. Hij was lid van de vergadering van Provisionele Representanten van het Volk van Holland (1795-1796) en lid van de Eerste en lid en voorzitter van de Tweede Nationale Vergadering. Bij de staatsgreep in januari 1798 werd hij onder huisarrest geplaatst, eerst thuis en vervolgens in een Haags logement, tot hij een half jaar later werd vrijgelaten. 
In 1799 werd hij raadsheer bij het gerechtshof van het departement van de Schelde en Maas. Hij vervulde opnieuw enkele bestuursfuncties in Dordrecht en was er lid van de municipaliteit (1812-1813), lid van het intermediair bestuur (1813-1815), lid van de stedelijke raad (vanaf 1815) en burgemeester (1818-1819, 1822-1823). In 1814 werd hij afgevaardigd naar de Vergadering van Notabelen.
Hij werd benoemd tot president bij de rechtbank van eerste aanleg te Dordrecht (1821-1823), werd raadsheer bij het Hooggerechtshof (1824-1838), waarvoor hij verhuisde naar Den Haag. Hij was aansluitend, tot aan zijn overlijden, raadsheer in de Hoge Raad der Nederlanden.